# Seznam obcí v kantonu Basilej-město

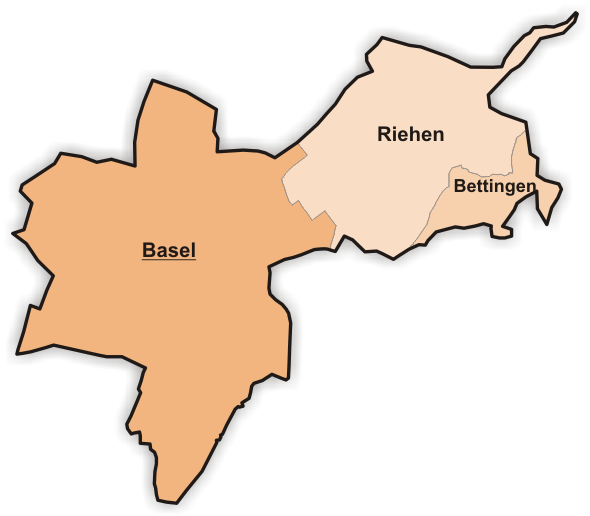
Mapa obcí kantonu Basilej-město (stav 2011)

Kanton Basilej-město zahrnuje 3 politické obce. Hlavním městem je město Basilej.
| Znak       | Název obce | Počet obyvatel (31. 12. 2022) | Rozloha (km²) | Hustota zalidnění (obyv./km²) |
| ---------- | ---------- | ----------------------------- | ------------- | ----------------------------- |
| Basilej    | Basilej    | 173 552                       | 23,85         | 7277                          |
| Bettingen  | Bettingen  | 1288                          | 2,23          | 578                           |
| Riehen     | Riehen     | 21 946                        | 10,87         | 2019                          |
| Celkem (3) | Celkem (3) | 196 786                       | 36,95         | 5326                          |